# Litsea lancifolia
Litsea lancifolia är en lagerväxtart som först beskrevs av William Roxburgh och Nees in Wall., och fick sitt nu gällande namn av Benth. & Hook. f. och Emilio Huguet del Villar y Serrataco. Litsea lancifolia ingår i släktet Litsea och familjen lagerväxter.

## Underarter
Arten delas in i följande underarter:
- L. l. ellipsoidea
- L. l. grandifolia
- L. l. iliaspaiei
- L. l. rheophytica
- L. l. rufa